# 张福泽
张福泽（1936年3月8日—），辽宁岫岩人，飞机结构寿命与可靠性专家，中国工程院院士，现任总装备部科技委顾问、空军首席专家和空军某部高级工程师。

## 履历[1]
- 1962年，于北京航空学院毕业。
- 1995年，当选中国工程院院士。